# Stazione meteorologica di Terni
La stazione meteorologica di Terni è la stazione meteorologica di riferimento relativa alla città di Terni.

## Coordinate geografiche
La stazione meteorologica è situata nell'Italia centrale, nell'Umbria, in provincia di Terni, nel comune di Terni, a 114 metri s.l.m. e alle coordinate geografiche 42°34′N 12°39′E.

## Dati climatologici
Secondo i dati medi del trentennio 1961-1990, la temperatura media del mese più freddo, gennaio, è di +6,3 °C, mentre quella del mese più caldo, luglio, si attesta a +25,5 °C.
Le precipitazioni medie annue, attorno agli 850 mm e mediamente distribuite in 86 giorni, presentano un minimo relativo in estate ed un accentuato picco autunnale .
| Terni                              | Mesi  | Mesi  | Mesi   | Mesi   | Mesi   | Mesi   | Mesi   | Mesi   | Mesi   | Mesi  | Mesi  | Mesi  | Stagioni | Stagioni | Stagioni | Stagioni | Anno |
| Terni                              | Gen   | Feb   | Mar    | Apr    | Mag    | Giu    | Lug    | Ago    | Set    | Ott   | Nov   | Dic   | Inv      | Pri      | Est      | Aut      | Anno |
| ---------------------------------- | ----- | ----- | ------ | ------ | ------ | ------ | ------ | ------ | ------ | ----- | ----- | ----- | -------- | -------- | -------- | -------- | ---- |
| T. max. media (°C)                 | 10,2  | 12,6  | 16,1   | 19,7   | 24,6   | 28,9   | 32,7   | 32,2   | 27,9   | 21,8  | 15,3  | 10,8  | 11,2     | 20,1     | 31,3     | 21,7     | 21,1 |
| T. min. media (°C)                 | 2,4   | 3,5   | 5,6    | 8,1    | 11,9   | 15,7   | 18,3   | 18,3   | 15,5   | 10,8  | 6,6   | 3,5   | 3,1      | 8,5      | 17,4     | 11,0     | 10,0 |
| Precipitazioni (mm)                | 66    | 68    | 63     | 65     | 69     | 60     | 26     | 57     | 83     | 102   | 110   | 83    | 217      | 197      | 143      | 295      | 852  |
| Giorni di pioggia                  | 8     | 8     | 8      | 8      | 8      | 7      | 4      | 5      | 6      | 7     | 9     | 8     | 24       | 24       | 16       | 22       | 86   |
| Eliofania assoluta (ore al giorno) | 3,3   | 4,2   | 4,8    | 5,5    | 6,9    | 7,9    | 9,4    | 8,8    | 7,1    | 5,6   | 3,8   | 3,0   | 3,5      | 5,7      | 8,7      | 5,5      | 5,9  |
| Vento (direzione-m/s)              | E 3,3 | E 3,3 | SW 3,1 | SW 3,2 | SW 3,2 | SW 3,2 | SW 3,3 | SW 3,2 | SW 2,9 | E 3,1 | E 3,1 | E 3,3 | 3,3      | 3,2      | 3,2      | 3,0      | 3,2  |